# Molen van Mettekoven
De Molen van Mettekoven was een watermolen op de Herk, gelegen aan Mettekovenstraat 3 te Groot-Gelmen.
Deze bovenslagmolen fungeerde als korenmolen. De molen ligt niet op het grondgebied van, maar tegen de grens van Mettekoven (tegenwoordig gemeente Heers) aan (die door de Herk wordt gevormd), en ze werd vanouds dan ook voornamelijk door de inwoners van Mettekoven gebruikt.
Een document uit 1301 maakt reeds melding van een molen op deze plaats. De pastoor van het Begijnhof van Tongeren schonk toen de molen aan de armentafel van Groot-Gelmen. De molen en de eigenaars ervan werden uitvoerig beschreven in tal van historische documenten.
In 1912 werd ook een benzinemotor geïnstalleerd. In 1968 werd het molenrad verwijderd, en werd het molenhuis ontdaan van het binnenwerk en verbouwd tot woonhuis. Dit woonhuis is er nog steeds.